# Monety Augusta III Sasa
Monety Augusta III Sasa (1733–1763) – monety bite w okresie panowania Augusta III na tronie polskim i wielkoksiążęcym litewskim oraz monety saskie, na których umieszczano polsko-litewską tytulaturę monarchy lub symbolikę Rzeczypospolitej Obojga Narodów.
Drugi z Wettinów zapisał się w Rzeczypospolitej bardziej energiczną niż poprzednik działalnością w gospodarce pieniężnej. Z punktu widzenia państwa polsko-litewskiego rządy Augusta III w zakresie działalności monetarnej można podzielić na trzy okresy:
- 1734–1749 – kiedy po zaprzysiężeniu pacta conventa król powstrzymywał się od jakiejkolwiek działalności menniczej,
- 1749–1756 – kiedy na masową skalę (bezprawnie) bito na stopę polską monety w mennicach saskich,
- po 1756 r. – kiedy mennice w Saksonii były obsadzone przez wojska pruskie (wojna siedmioletnia) i produkcję przeniesiono w granice Rzeczypospolitej.

Łączny dorobek menniczy Augusta III przedstawia się dość imponująco, choć przy konsekwentnym stosowaniu kryterium legalności, za polskie można by było jedynie uznać emisje z lat 60. XVIII w.

## Tło historyczne
Śmierć Augusta II w lutym 1733 r., elekcja i intronizacja Stanisława I 19 września, obalenie go przez rosyjską interwencję i koronacja antykróla Augusta III 17 stycznia 1734 r. niewiele zmieniły w sprawach monetarnych. Nawet kilkumiesięczne oblężenie Stanisława I w Gdańsku w 1734 r. nie dało powodu do wybicia monety z jego imieniem.
August III nie wykorzystał do decyzji w sprawach monetarnych jedynego pomyślnie zakończonego sejmu (1736), tzw. pacyfikacyjnego. W początkowych latach nie próbował też – inaczej niż jego ojciec – wykorzystywać mennic saskich dla zdobytego królestwa. Co prawda przed pacyfikacją pojawiały się:
- projekt prywatnej królewskiej mennicy polskiej w Saksonii, a później
- pomysł uruchomienia w Krakowie, ze względu na bliskość złóż węgierskich, miedzianej mennicy za zgodą senatu,

jednak nic z tego ostatecznie nie wyszło.
Po wojnach śląskich (1740–1742 oraz 1744–1745) do Rzeczypospolitej napłynęła fala złej monety srebrnej. Powszechnym zjawiskiem było obrzynanie dukatów – dlatego też ich gdańska emisja z 1734 r. miała po raz pierwszy karbowane obrzeże. Stare złotówki-tymfy stały się rzadkością i rosły w cenie. Zarówno z tych powodów, jak i ze względu na ogólnoświatowe tendencje (w 1717 r. Wielka Brytania oparła swoją walutę na złocie), w dużych transakcjach rosła rola złota, a jak pisał Tadeusz Czacki:

za Augusta III [...] czerwone złote stały się iedną (iż tak rzekę) w wieczystych tranzakcyach monetą.

## Działalność monetarna Augusta III
Król August III, po kilkunastu latach panowania i praktycznie całkowitego zastoju monetarnego, zajął się bardzo energicznie działalnością emisyjną, którą przeprowadził w trzech fazach:
- pierwsza – rozpoczęta w 1749 r., dotyczyła monety miedzianej, nie obejmowała miast pruskich (Gdańska, Torunia, Elbląga), podjęta za pomocą mennic saskich.
- druga – prowadzona od 1752 r., obejmowała srebro i złoto, dotyczyła również Prus Królewskich (spornymi są jej cele: naprawa ustroju monetarnego, czy uzyskanie źródła dochodów),
- trzecia – była tylko próbą ratunku.

### I faza
W 1749 r., za sprawą ministra hrabiego Henryka von Brühla, w sytuacji ruiny finansów Saksonii, rozpoczęto produkcję monet miedzianych. W tym celu założono nawet nową mennicę w Gubinie, a w 1752 r. drugi zakład, pomocniczy, powstał przy hucie miedzi w Grünthalu pod Olbernhau w Rudawach. Na początku wybijano przede wszystkim miedziane szelągi, zbliżone do boratynek. W 1752 r. rozpoczęto również bicie groszy w tym samym metalu, w celu ułatwienia obrotu walutą miedzianą.
Cała „miedziana” działalność mennicza została jednak skompromitowana nadużyciami. W 1755 r. przywódca opozycji książę August Czartoryski, zlecił mincerzom badanie szelągów, po czym oznajmił, że mają ledwie połowę wartości, zabronił więc przyjmowania ich administratorom swoich dóbr oraz gwardzistom koronnym. Do krytyki przyłączył się prymas Władysław Łubieński, nazywając miedziaki

nieszczęściem gorszym od szarańczy, piorunów i gradu,

wobec czego podskarbi Karol Sedlnicki ogłosił, że emisja zostanie zatrzymana z końcem 1755 r.
Na początku XXI w. wśród badaczy pojawiają się przypuszczenia, że zdemaskowane przez Augusta Czartoryskiego obniżenia standardu monet miedzianych były fałszerskimi wyrobami pruskimi.

### II faza
25 sierpnia 1752 r. wydano koncesję dla Johanna Georga Gődecke z Ansbachu, na założenie na zamku Pleißenburg pod Lipskiem mennicy do złota i srebra z prawem wybijania:
- dukatów,
- tymfów,
- szóstaków i

z gwarancją monopolu dla mincerza w Saksonii i Rzeczypospolitej.
12 marca 1753 r. rozszerzono koncesję na:
- półtoraki polskie oraz
- augustdory,
- półaugustdory,
- ćwierćaugustdory,
- dwudukaty,
- dukaty,
- talary (species po 20 szóstaków),
- 10-szóstakówki (2 złote polskie, oznaczane 8 GR),
- 5-szóstakówki,
- dwugrosze,
- grosze.

Jako podstawę dla mennictwa polskiego przyjęto grzywnę kolońską, z której miano wybijać 13 talarów obrachunkowych (6-złotowych) i 12 groszy saskich.
Gödecke zmarł w 1753 r. Licencję dostał po nim żydowski bankier Frege z Lipska, z limitem 2 mln grzywien srebra i 11 tys. grzywien złota. Pierwsze monety z 1752 r. wybito prawdopodobnie w starym budynku mennicy lipskiej przed Bramą Św. Piotra, a dopiero w następnym roku przeniesiono zakład do kazamat w Pleißenburgu.
Najważniejszą innowacją tej fazy był augustdor – moneta o nominale 5 talarów w złocie, chociaż w koncesji nazwa augustdora oznaczała monetę dziesięciotalarową. Nie można jednak augustdora uważać za próbę oparcia na złocie polskiego systemu monetarnego, tym bardziej że polskość augustdora jest mocno wątpliwa – mimo polskiego tytułu i herbu Rzeczypospolitej monetę tę nawet w kontrakcie menniczym określono jako saską, a talar w złocie nie występował w żadnym akcie normatywnym dotyczącym Rzeczypospolitej Obojga Narodów. Z drugiej strony, pełnowartościowa moneta złota miała walor ponadlokalny i formalne ograniczenia nie odgrywały tu wielkiej roli.
W srebrze wybito i puszczono do obiegu w Rzeczypospolitej w krótkim czasie blisko 5½ miliona talarów, ale jedynie część zakontraktowanych gatunków:
- talary,
- półtalary,
- dziesięcioszóstakówki (8 GR),
- tymfy,
- szóstaki,
- półszóstaki i
- półtoraki.

### III faza
Wycofywana w krajach ościennych moneta napływała do Rzeczypospolitej. Podskarbi koronny w 1759 r. zredukował nowo bite (więc lipskie) monety srebrne:
- tymf do 30 groszy, a
- szóstak do 10.

Próby tępienia fałszerstw przez ustanowienie zbrojnej kontroli na granicach upadły z powodu braku wojska, ale również dlatego, że sprzymierzone oddziały rosyjskie nie zamierzały poddawać się kontroli. Dwór wysunął pomysł zwołania specjalnego sejmu w sprawach monetarnych. Henryk Brühl przedstawił projekt założenia polskiej mennicy – sejm zwołany na 27 kwietnia 1761 r., zerwała jednak Familia (stronnictwo Czartoryskich). Mimo to podskarbiowie koronny i I litewski ogłaszali i wielokrotnie korygowali „redukcje” monety, mające na celu eliminację najgorszych gatunków i unormowanie kursu innych. Pojawiały się też lokalne redukcje, które, choć kierowane dobrymi intencjami, pogłębiały tylko ogólne zamieszanie.
Negocjowano wybijanie nowej monety Rzeczypospolitej w Gdańsku i Toruniu, ale wobec braku pozytywnego rezultatu 30 listopada 1761 r. Brũhl odświeżył koncesję Fregego, zezwalając mu bić z polskich monet:
- dukaty,
- dwuzłotówki.
- złotówki,
- półzłotki i
- grosze miedziane.

Wobec okupacji Lipska przez wojska pruskie jako siedzibę mennicy wskazano Drezno, Sayger Hütte (czyli Grünthal) lub Gubin. Była to wymuszona przez okoliczności trzecia faza działalności monetarnej Augusta III. Z niejasnych powodów z dalszych kroków zrezygnowano, decydując się wypłacić Fregemu odszkodowanie za zerwany kontrakt.

## System monetarny (1749–1762)
W szczegółach system monetarny czasów panowania Augusta III przedstawiono w tabeli:
| Lp. | Nazwa              | Równowartość w złotych polskich | Równowartość w groszach srebrnych | Kruszec | Masa (gramy) | Próba (‰) | Grzywna   |
| --- | ------------------ | ------------------------------- | --------------------------------- | ------- | ------------ | --------- | --------- |
| 1   | podwójny augustdor | 60                              | 1800                              | złoto   | 13,36        | 89911/36  | kolońska  |
| 2   | augustdor          | 30                              | 900                               | złoto   | 6,68         | 89911/36  | kolońska  |
| 3   | półaugustdor       | 15                              | 450                               | złoto   | 3,004        | 89911/36  | kolońska  |
| 4   | dwudukat           | 18                              | 540                               | złoto   | 6,979        | 98223/36  | kolońska  |
| 5   | dukat              | 9                               | 270                               | złoto   | 3,429        | 98223/36  | kolońska  |
| 6   | talar              | 4                               | 120                               | srebro  | 29,226       | 75617/18  | kolońska  |
| 7   | półtalar           | 2                               | 60                                | srebro  | 14,613       | 75617/18  | kolońska  |
| 8   | ćwierćtalar        | 1                               | 30                                | srebro  | 7,306        | 75617/18  | kolońska  |
| 9   | grosz              | 1/50                            | ³/5                               | miedź   | 3,9          | –         | kolońska  |
| 10  | szeląg             | 1/150                           | 1/5                               | miedź   | 1,3          | –         | kolońska  |
| 11  | dwuzłotówka        | 2                               | 60                                | srebro  | 13,763       | 687½      | krakowska |
| 12  | złotówka           | 1                               | 30                                | srebro  | 9,847        | 500       | krakowska |
| 13  | tymf               | ³/5                             | 18                                | srebro  | 6,098        | 4791/6    | krakowska |
| 14  | szóstak            | 1/5                             | 6                                 | srebro  | 2,936        | 312½      | krakowska |
| 15  | trojak             | 1/10                            | 3                                 | srebro  | 1,529        | 291⅔      | krakowska |
| 16  | półtorak           | 1/20                            | 1½                                | srebro  | 1,087        | 203⅛      | krakowska |

## Monety

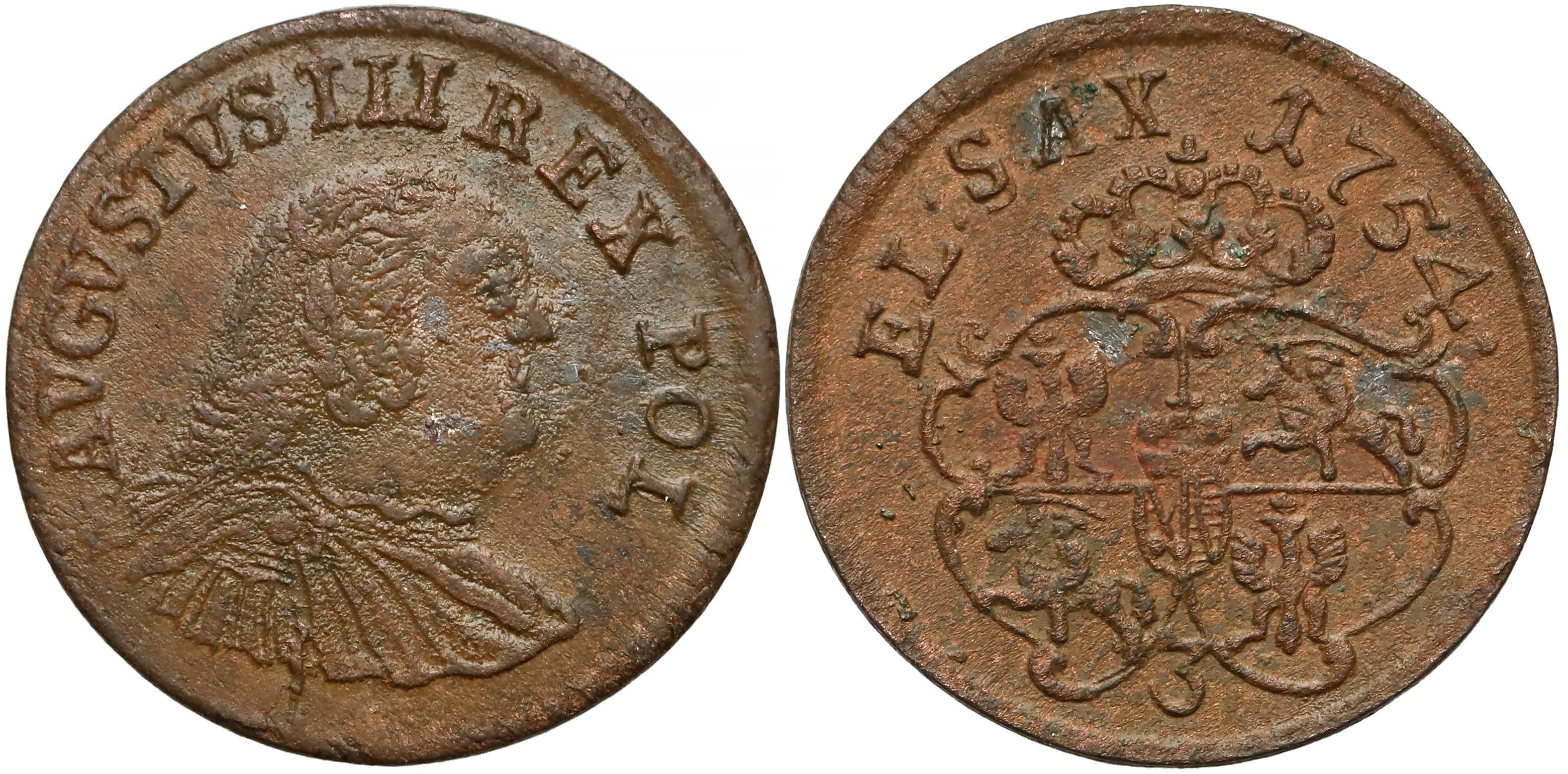
Grosz (1754)

### Polskie

#### Miedziane
W pierwszej fazie mennictwa wybijano przede wszystkim miedziane szelągi, zbliżone do boratynek. Monety, starannie zaprojektowane, przedstawiały popiersie króla w peruce na jednej stronie i rozdwojony kartusz polsko-litewski na drugiej, a król prezentował swe tytuły polski i saski, bez litewskiego. Z czasem zewnętrzna jakość szelągów uległa pogorszeniu, zmniejszono również ich rozmiar. Emisje szelągów prowadzono nieprzerwanie w latach 1749–1755.
Grosze miedziane, których emisję rozpoczęto w 1752 r., ikonograficznie naśladowały szelągi. Bito je nieprzerwanie do 1755 r. Istnieje również grosz miedziany z 1758 r., który przypuszczalnie powstał w mennicy w Lubowli.
Był też projekt trojaka miedzianego z 1754 r., który jednak ostatecznie pozostał jedynie próbą – w założeniach nie miał on być równy trojakowi bilonowemu.
W latach 1749–1755 łącznie wybito monet miedzianych na kwotę 2 368 365 złotych polskich (ok. 50 mln groszy i ok. 100 mln szelągów).

#### Srebrne i złote
Najdrobniejszym gatunkiem bitym w srebrze był półtorak (1753, 1755, 1756). W kruszcu tym bito również:
- trojaki (1753, 1754, 1756),
- szóstaki (1753, 1754, 1755, 1756),
- orty-tymfy (1752, 1753, 1754, 1755, 1756),
- złotówki (1762),
- dwuzłotówki (1753, 1756, 1761, 1762),
- półtalary (1753, 1754, 1755),
- talary (1753, 1754, 1755, 1756, 1762),

W ordynacji menniczej z 1658 r. na teoretyczny grosz polski srebrem przypadało w szóstaku 0,217 grama czystego kruszcu, w przypadku emisji Augusta III, po stu latach, było to jedynie 0,163 grama.
Emisje złote to:
- półdukaty (bez daty),
- dukaty (1752, 1753, 1754, 1756),
- dwudukaty (1753, 1754),
- półaugustdory (1753),
- augustdory (1753, 1754, 1755, 1756, 1758),
- podwójne augustdory (1753, 1754, 1755, 1756),

Poza najdrobniejszym nominałem, pozostałe monety otrzymały ujednoliconą szatę plastyczną, identyczną dla srebra i dla złota:
- popiersie króla w koronie w prawo na awersie,
- kolista tarcza Rzeczypospolitej w wieńcu palmowym na rewersie,
- taka sama legenda:

DG AVGVSTVS REX POLONIARVM – SAC ROM IMP ARCHIM ET ELECT

(tylko półdukat miał rewers beznapisowy).
Talary, dukaty oraz ich frakcje nie miały oznaczeń wartości, pozostałe monety jednak ich potrzebowały:
- augustdory w talarach („5 TH” itd.),
- a reszta w dość przypadkowych jednostkach:
  - tymfy-orty oznaczono jako „T”, później „18”,
  - szóstaki – „SZ”, ale już
  - półszóstaki początkowo jako „½ Sz” choć jeszcze w tym samym roku po prostu „3”.

Sens tych oryginalnych jak na standardy Rzeczypospolitej oznaczeń szóstaków wywodził się z poprzednich regulacji kursu, według których relacja: tymf = 3 szóstaki = 6 trojaków wcale nie była oczywista i to szóstak uformował się jako podstawa waluty srebrnej. Z tego też powodu kolejną monetę, o równowartości 2 złotych polskich, zawarty z dzierżawcą mennicy kontrakt określił jako dziesięcioszóstakówkę. Oznaczono ją jednak „8 GR”, zatem w groszach saskich, co miało ją wiązać z saskim systemem monetarnym (cztery takie grosze równały się złotemu polskiemu). Tylko półtoraki, o zredukowanej ikonografii i legendach, otrzymały pełne, słowne oznaczenie nominału – „PULTORAK”.
Z trzecią fazą mennictwa Augusta III związane są talary z 1762 r. oraz monety próbne.

### Miejskie

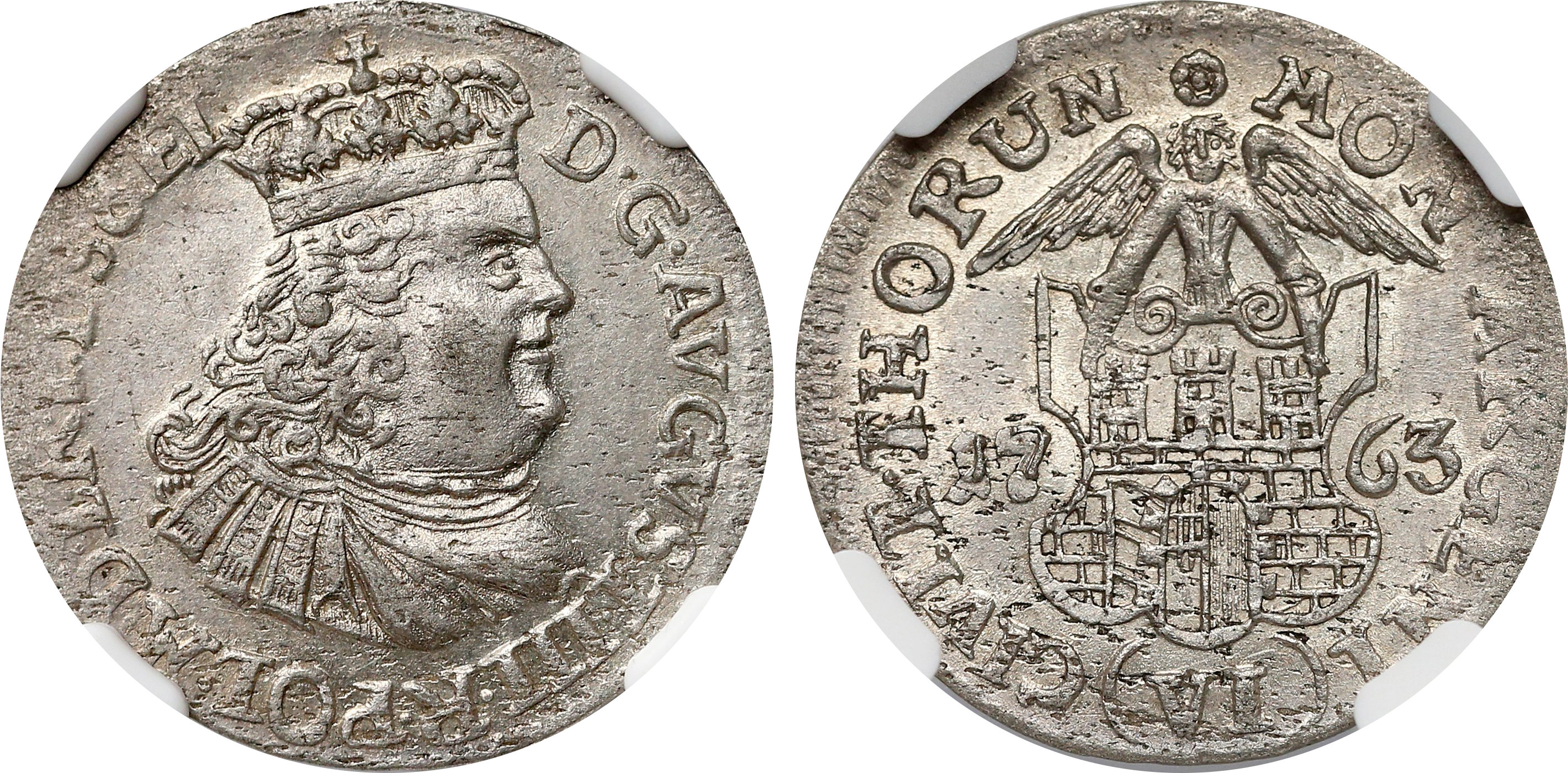
Toruński szóstak (1763)

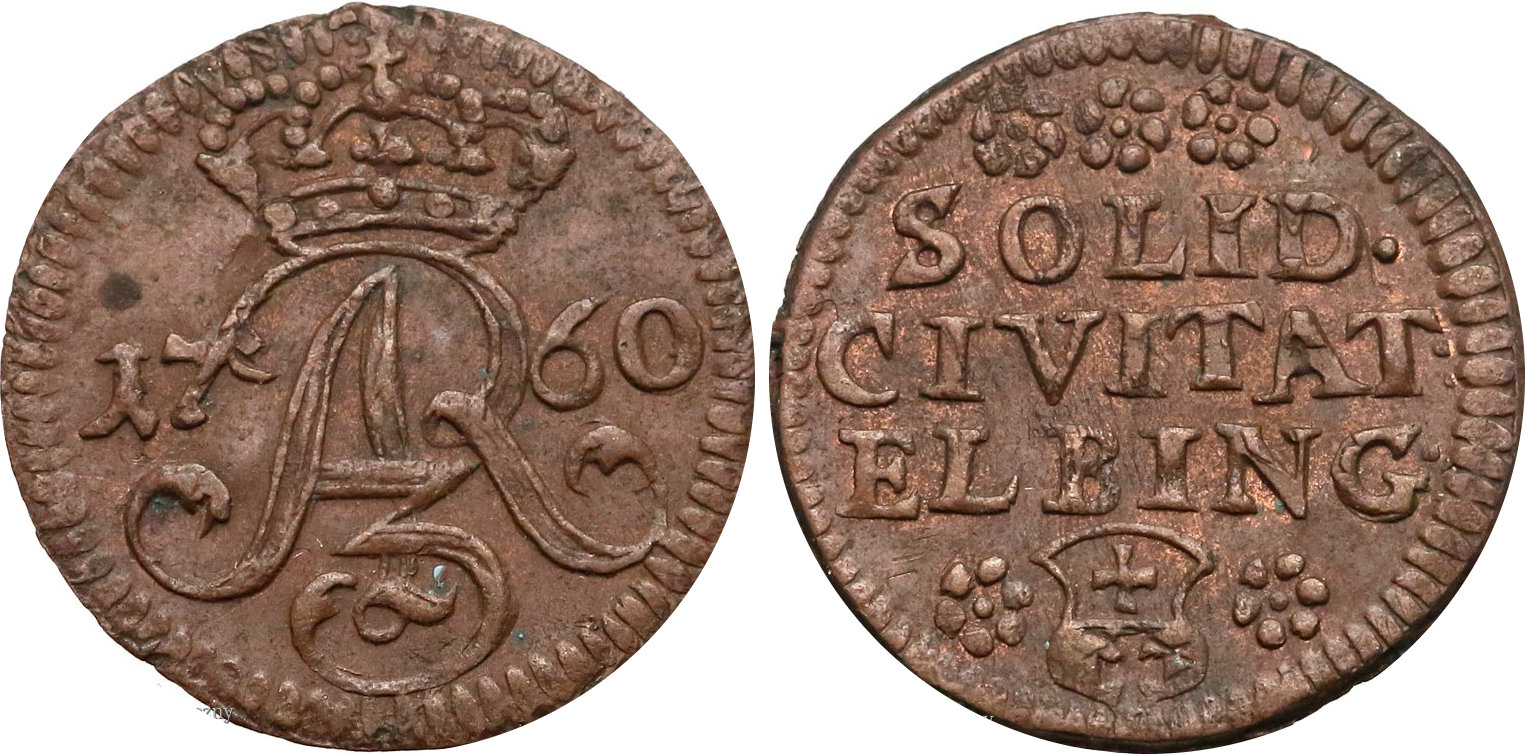
Elbląski szeląg (1760)

#### Gdańska
W 1734 r. w Gdańsku przeprowadzono sporą emisję dukatów z tytułem i imieniem Augusta III. Na długo były to jedyne monety Rzeczypospolitej Obojga Narodów tego władcy.
W całych Prusach Królewskich swobodnie obiegała moneta Królestwa Pruskiego, którą na poziomie monety średniej i drobnej należy odróżnić od brandenburskiej, bitej wedle innego systemu. W 1753 r. zauważalne obniżenie standardu monet z Królewca skłoniło Gdańsk do uruchomienia własnej mennicy, w której wybito na początek bilonowe szelągi na kwotę 5000 talarów. Na monetach pojawił się nowy monogram królewski: „A3R”. Gatunek ten bito w latach: 1753, 1754, 1757, 1760, 1761,1763.
W końcu 1755 r. wydano nowe dytki (dudki), czyli trojaki (1755, 1758, 1760, 1763). W gdańskim kurancie otrzymały one jednak kurs tylko dwóch groszy (ale w ewaluacji z 1756 r. „saskie dytki” uznano za gorsze od gdańskich nowych o 7%).
W 1758 r. wprowadzono tymfy, czyli orty (1758, 1759, 1760, 1763), a w 1760 – szóstaki (1760, 1761, 1762, 1763) zapewniając w ten sposób miastu stabilną monetę srebrną.
W początku 1756 r. „wytrąbiono”, czyli wycofano z obiegu wszystkie trojaki wybite po 1680, w tym pleißenburskie.
Oprócz już bitych szelągów, trojaków, szóstaków i tymfów (ortów) Gdańsk w 1760 r. planował emisję dużych dwuzłotówek z napisem „2 PR GULDEN”, najwyraźniej mających stanowić podstawę do twardej waluty Prus Królewskich – byłyby nieco tylko mniejsze od pruskiego reichstalera z Królewca. Zrezygnowano jednak z emisji – poza próbami cynowymi wybito po śmierci króla tylko 26 szt. w srebrze.
W 1762 r. wybito nieco złotówek równych 30 groszom srebrem – nie polskim jednak, lecz lepszym, pruskim. Złotówki bito również w 1763 r.

#### Torunia
W czasie wojny siedmioletniej Rosjanie zajęli Toruń. Po wywołaniu całej monety sprzed 1753 r., jako fałszywej, otwarto mennicę miejską (1760). Bito w niej przede wszystkim szelągi z podobizną Augusta III (1760–1763), a także niewielkie ilości trojaków (1763) i szóstaków (1762, 1763), których stemplami wykonywano też różne osobliwości kolekcjonerskie.
Mennica miejska funkcjonowała zarówno po wycofaniu Rosjan (1762), jak i po śmierci króla (1763), aż do 1765 r., kiedy ją ostatecznie zamknięto w związku z reformami Stanisława Augusta Poniatowskiego.

#### Elbląga
W mennicy miejskiej Elbląga, obok szelągów (1760, 1761, 1763), trojaków (1761, 1763) i szóstaków (1762, 1763), bito także tymfy, czyli orty (1763) i dwudukaty (1763). Wraz ze śmiercią Augusta III mennicę ostatecznie zamknięto.

### Lenne kurlandzkie
Refleksy różnych prób i błędów w Saksonii i Rzeczypospolitej docierały również do Kurlandii, gdzie cesarzowa Elżbieta osadziła w 1758 r. z własnej inicjatywy syna Augusta III, księcia Karola. Ten w ostatnich miesiącach panowania wydał sporą serię monet z 1762 r., według niezwykłego, hybrydalnego systemu. Są tam miedziane szelągi, podobne do gubińskich, ale również bilonowe grosze, przypuszczalnie odpowiadające (nominalnie, bo raczej nie kruszcowo) groszowi srebrnemu, szóstej części bitego również szóstaka. Był to jedyny od czasów Jana Kazimierza przypadek wybicia w Rzeczypospolitej monety jednogroszowej według polskiego systemu srebrnego (w Prusach Książęcych, gdzie ten system przetrwał bez większych zmian, wybijano grosze w srebrze, choć rzadko).
Awersy monet przedstawiały portret księcia, zdradzający prowincjonalny raczej poziom twórcy, na rewersach umieszczono parę tarcz z Orłem i Pogonią.
Po śmierci ojca i rosyjskiej protektorki książę Karol nie utrzymał się na kurlandzkim tronie, co zakończyło jego emisje monetarne.

### Sasko-polskie (Fryderyka Augusta II)
August III, tak jak jego ojciec August II, bił monety dla Saksonii z tytulaturą króla polskiego oraz z herbami polskim, litewskim i koroną. Jego tytuł saski podawany był bez liczby „II”.
W latach 1733–1736 bito:
- halerze (1734–1736)[35],
- 3 halerze (1734–1757, 1762–1763)[36],
- 1/48 talara (1734–1751, 1753–1757, 1761–1763)[37],
- 1/24 talara (1734–1763)[38],
- 1/12 talara (1734–1757, 1762–1763)[39],
- ⅛ talara (1734–1735, 1737–1740, 1742–1743, 1746, 1748, 1750, 1752–1754)[40],
- 1/6 talara (1734–1756, 1762–1763)[41],
- ¼ talara (1734, 1738)[42],
- ⅓ talara (1734–1756, 1762–1763)[43],
- półtalary (1736–1738, 1741, 1744, 1748, 1751–1752, 1754)[44],
- ⅔ talara (1733–1757, 1760–1763)[45],
- talary (1734–1757, 1759–1763)[46],
- dwutalary (1734–1738, 1740, 1744),
- ¼ dukata (1734–1740, 1743)[47],
- półdukaty (1735–1737, 1739–1740, 1743, 1750, 1756)[48],
- dukaty (1735–1746, 1748–1757, 1760–1763)[49],
- dwudukaty (1734–1739, 1742–1743, 1752–1754)[50].

#### Okolicznościowe
Podobnie jak w przypadku jego ojca, za panowania Augusta III, przeprowadzano emisje okolicznościowe:
- z okazji ślubu Karola sycylijskiego z królewną Marią Amalią (MDCCXXXVIII):
  - dwugrosz
  - ⅔ talara
  - dukat

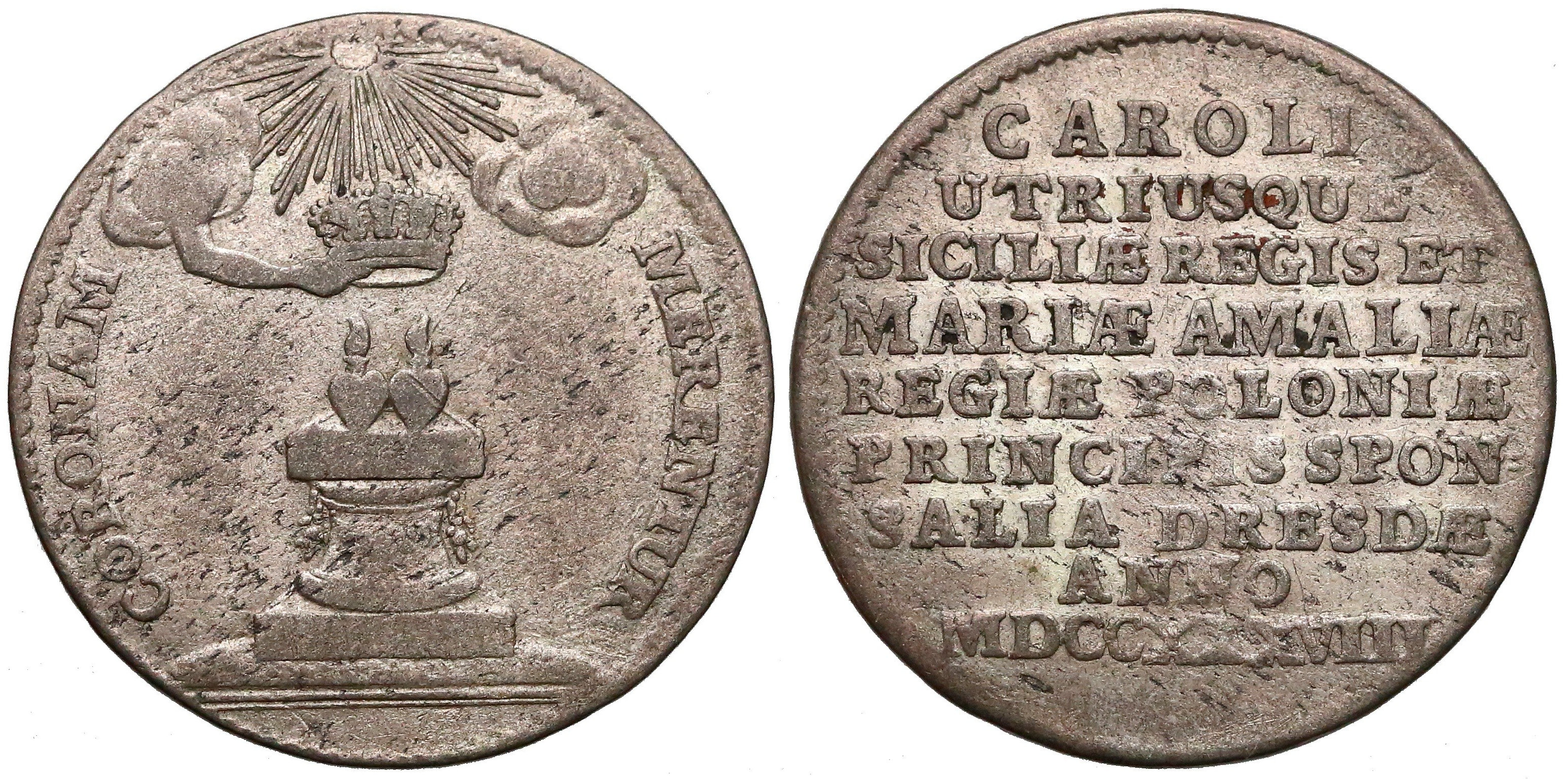
dwugrosz

- monety wikariackie w czasie pełnienia przez Fryderyka Augusta II funkcji wikariusza Rzeszy:
  - grosz (1740, 1741, 1742, MDCCXLV),
  - dwugrosz (1741, 1742),
  - półtalar (1741, 1742),
  - talar (1740, 1741, 1745),
  - dukat (1740, 1741, 1742),

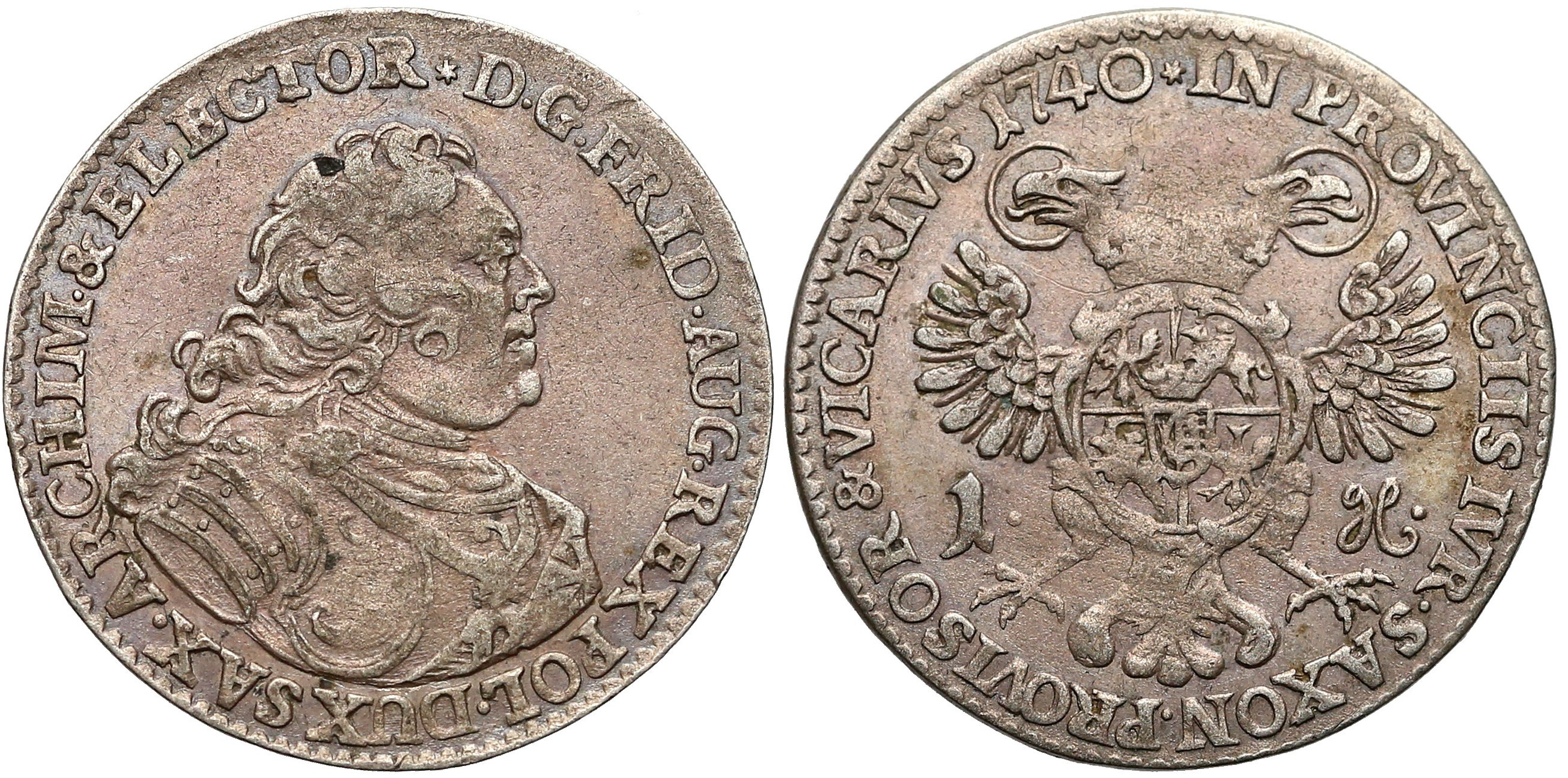
grosz 1740
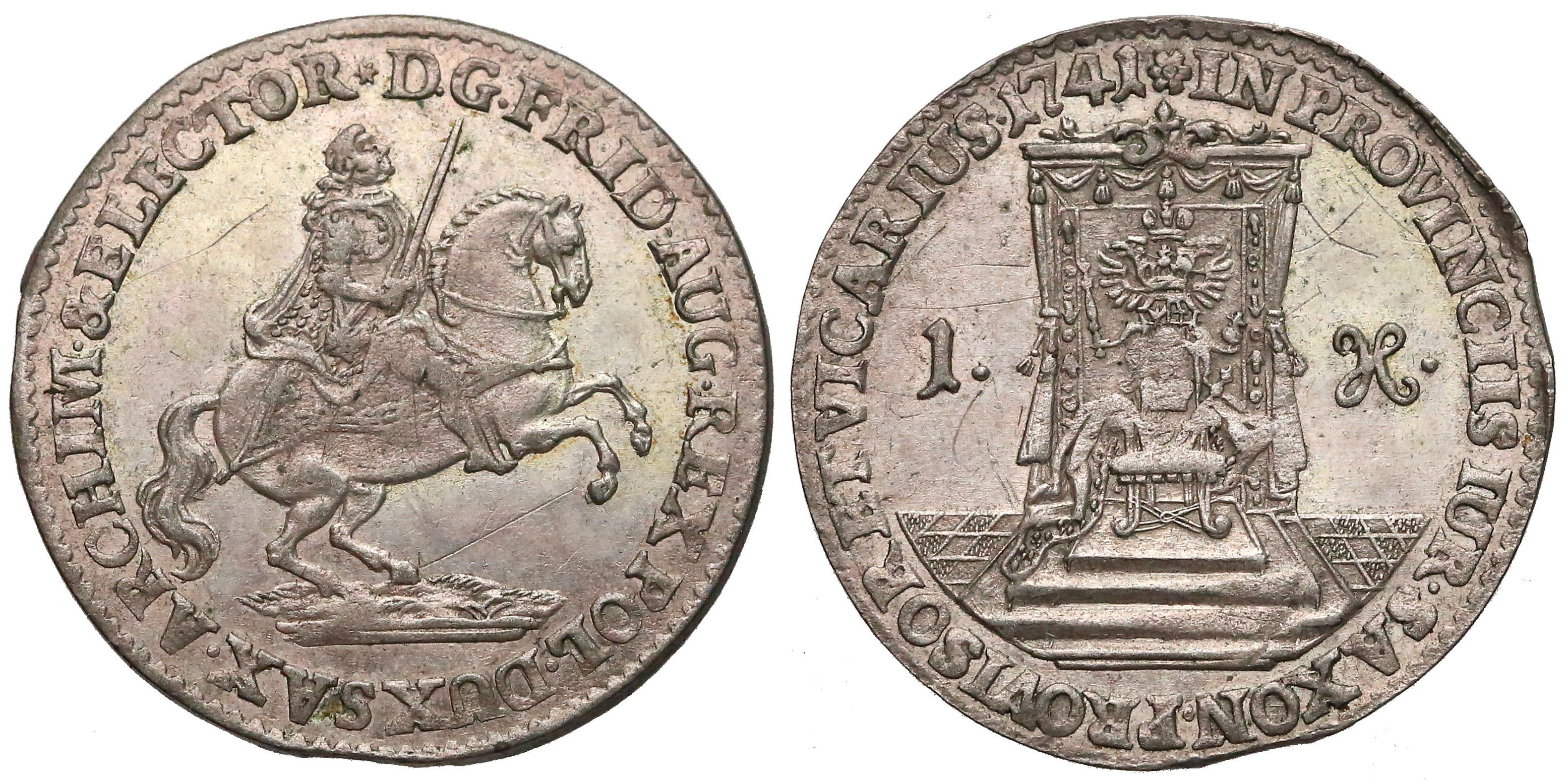
grosz 1741
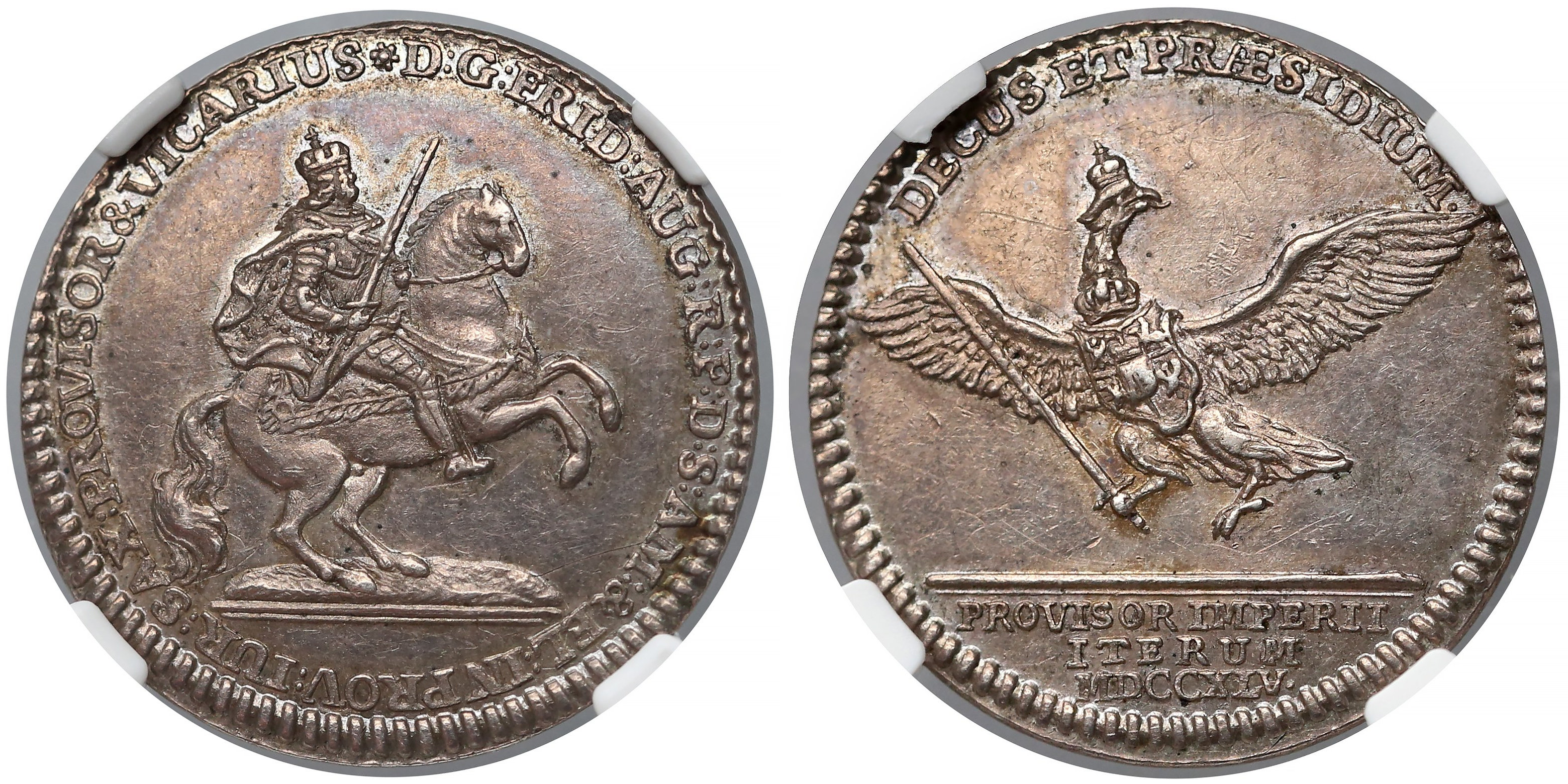
grosz 1745
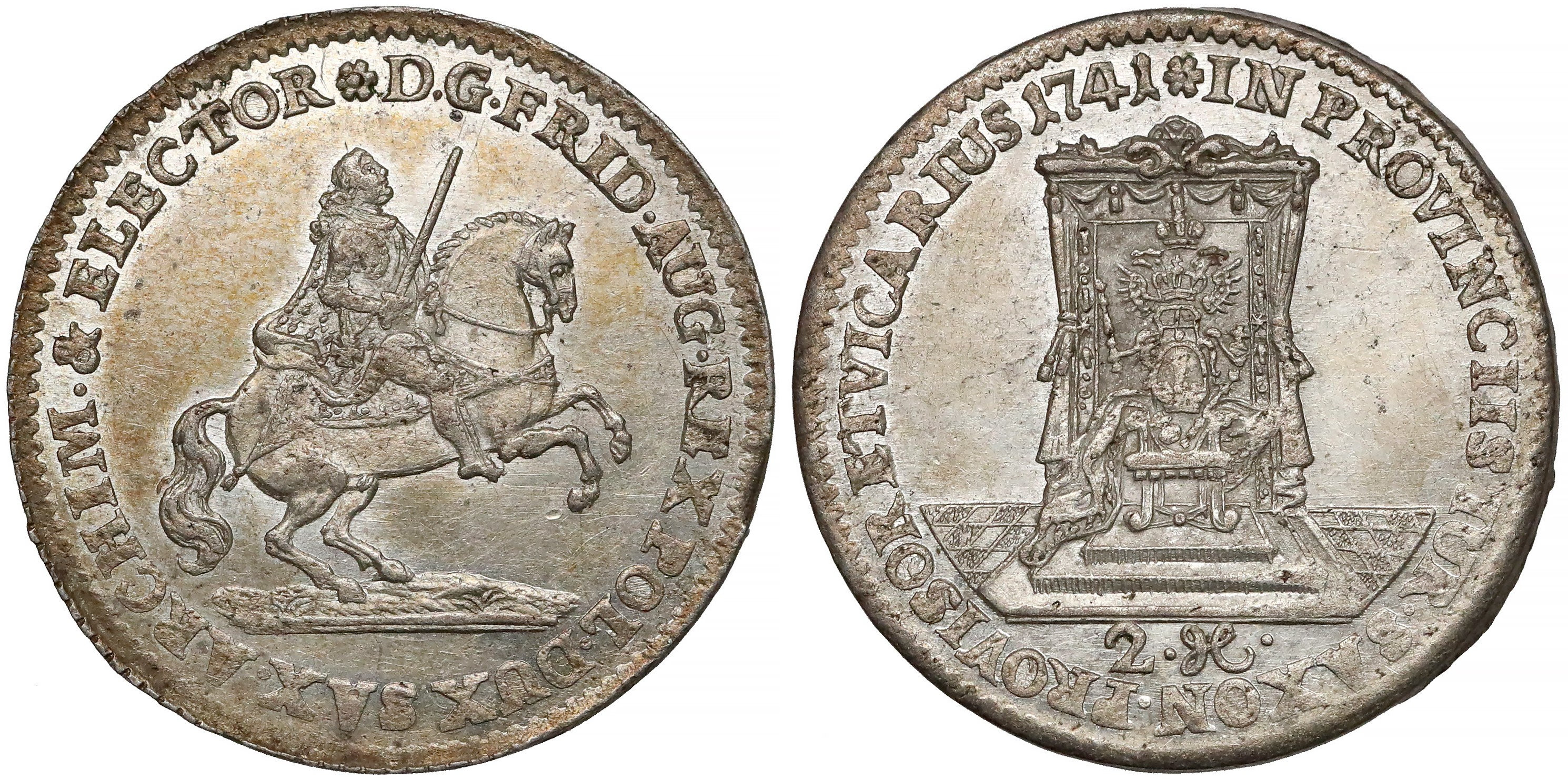
dwugrosz 1741
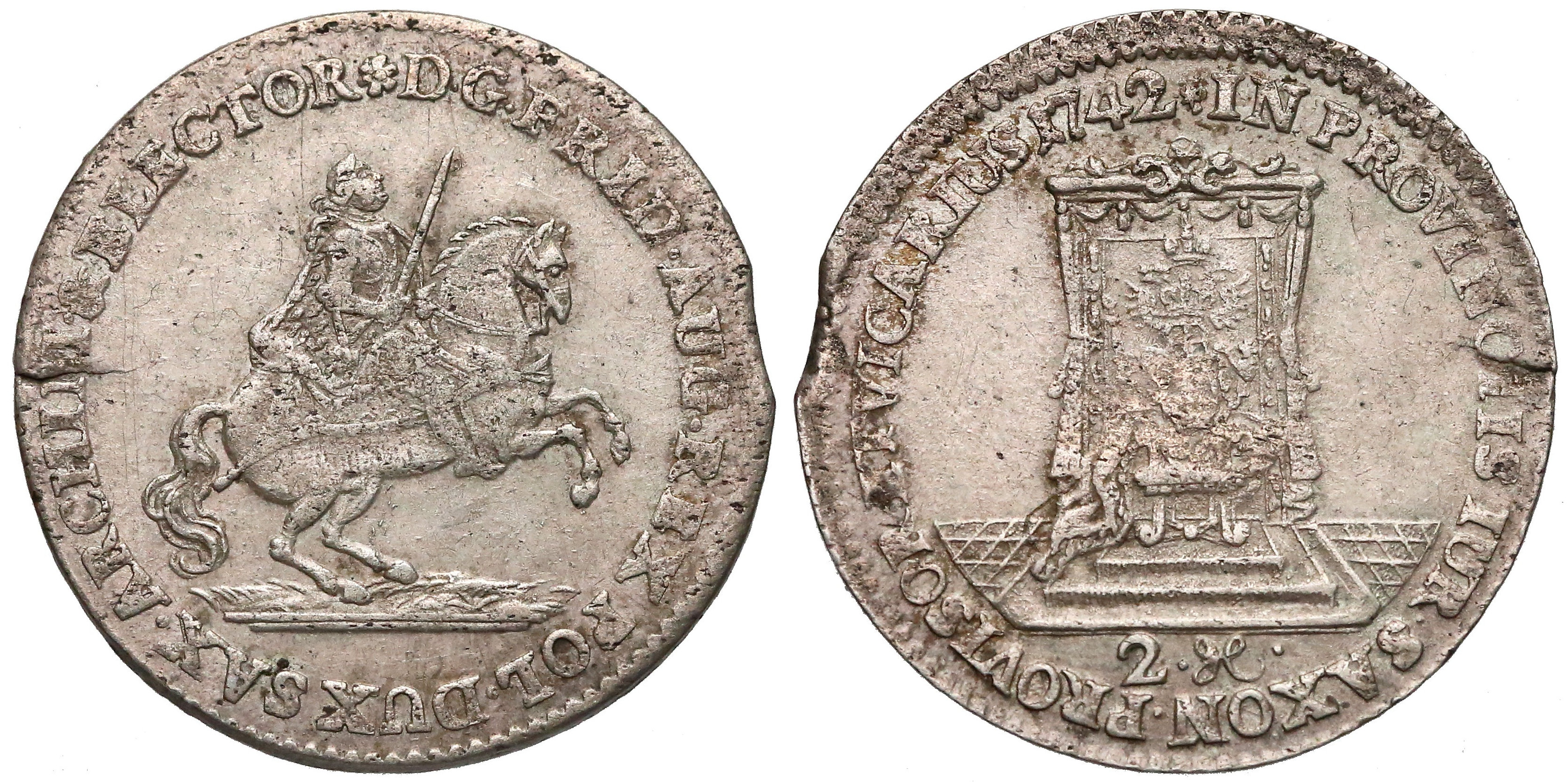
dwugrosz 1742
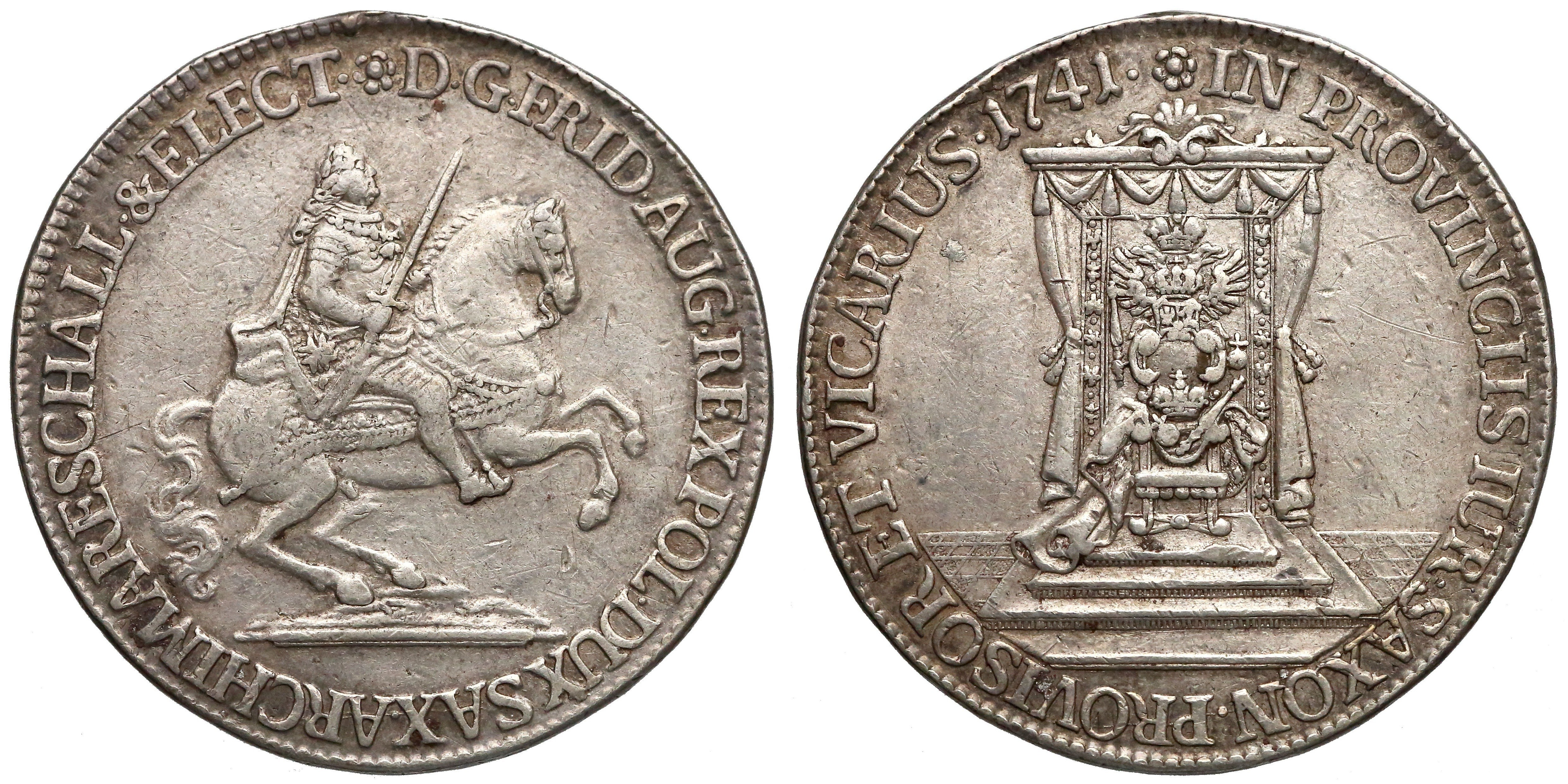
półtalar 1741
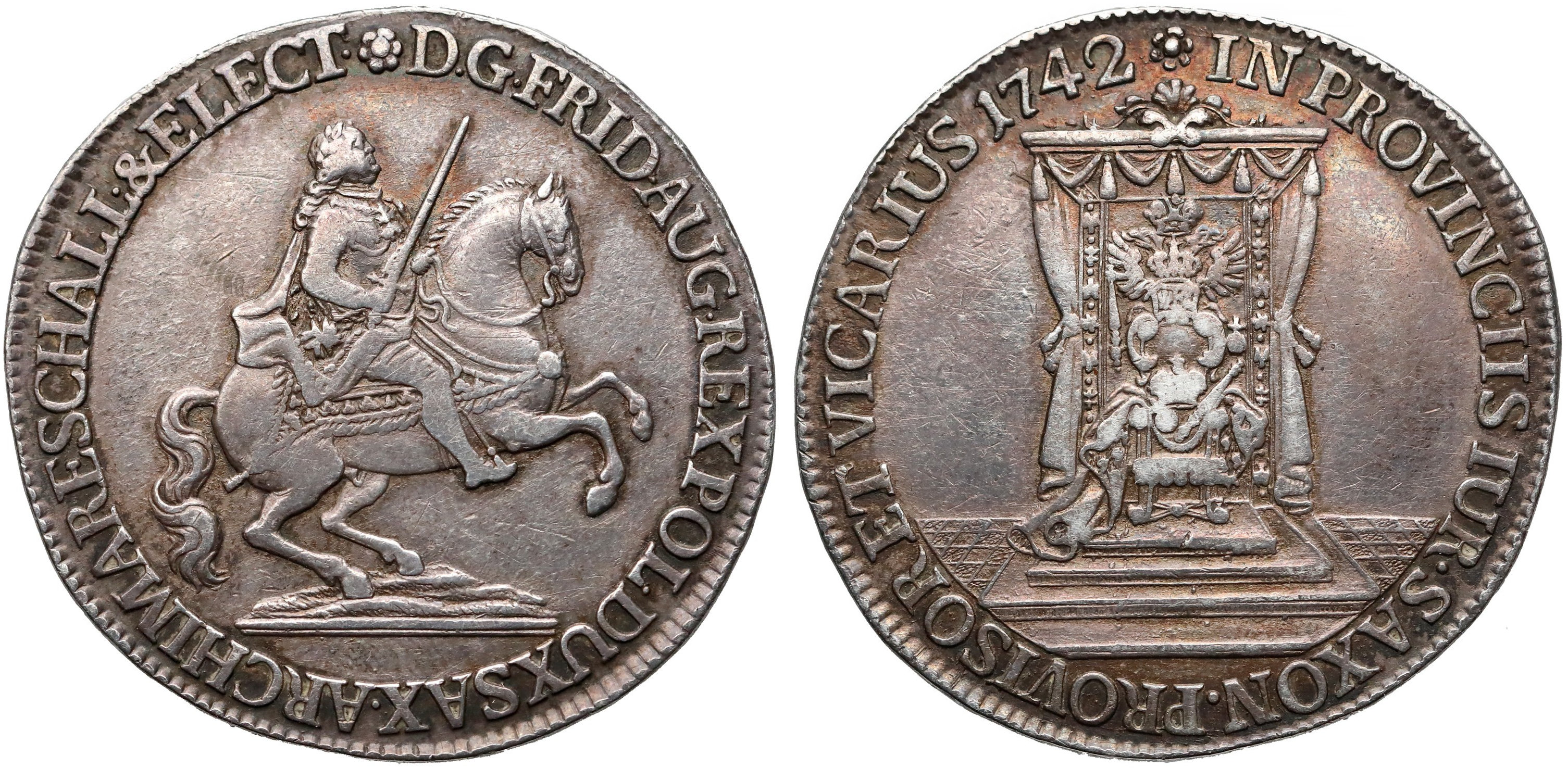
półtalar 1742
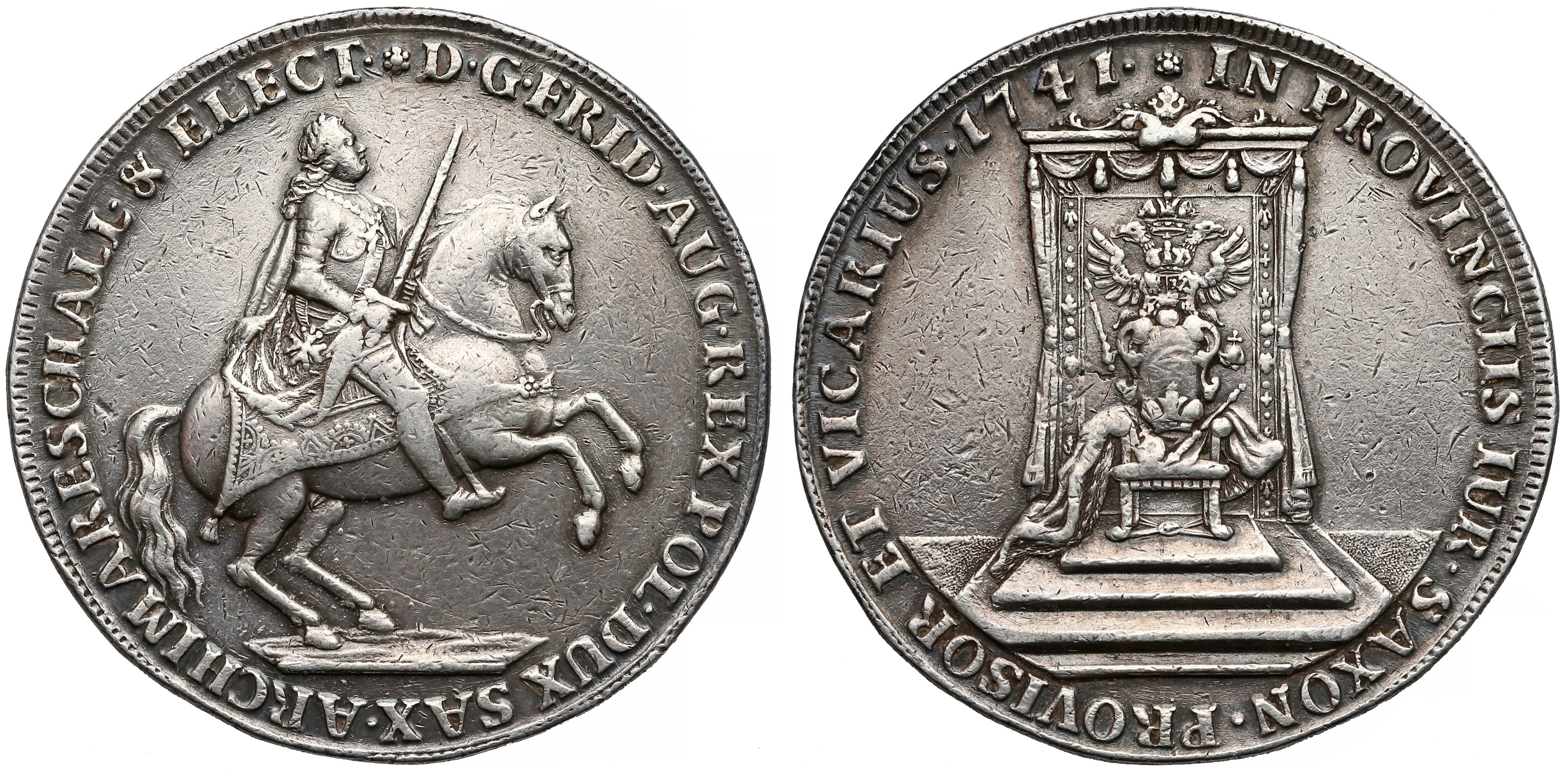
talar 1741
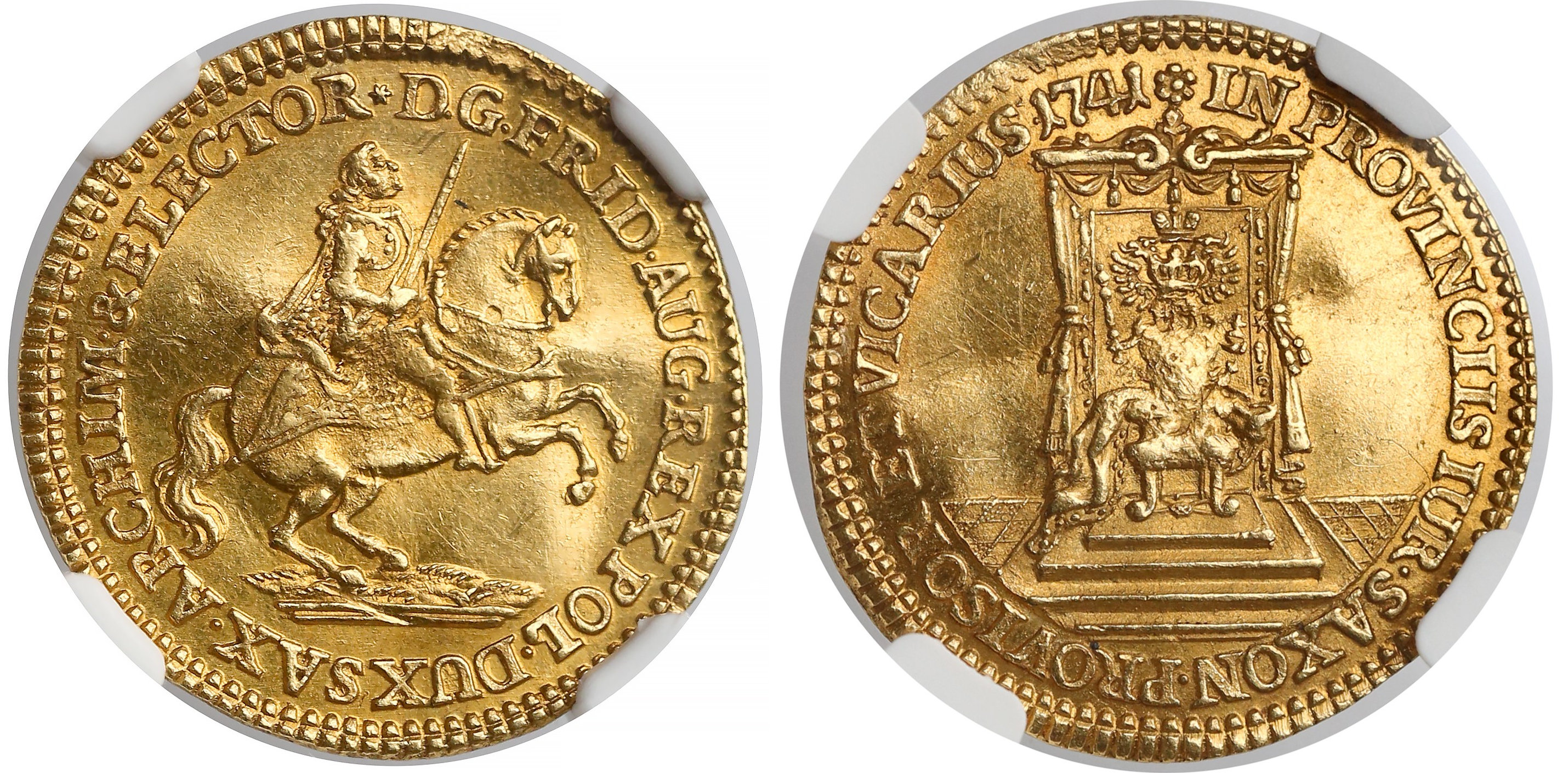
1741
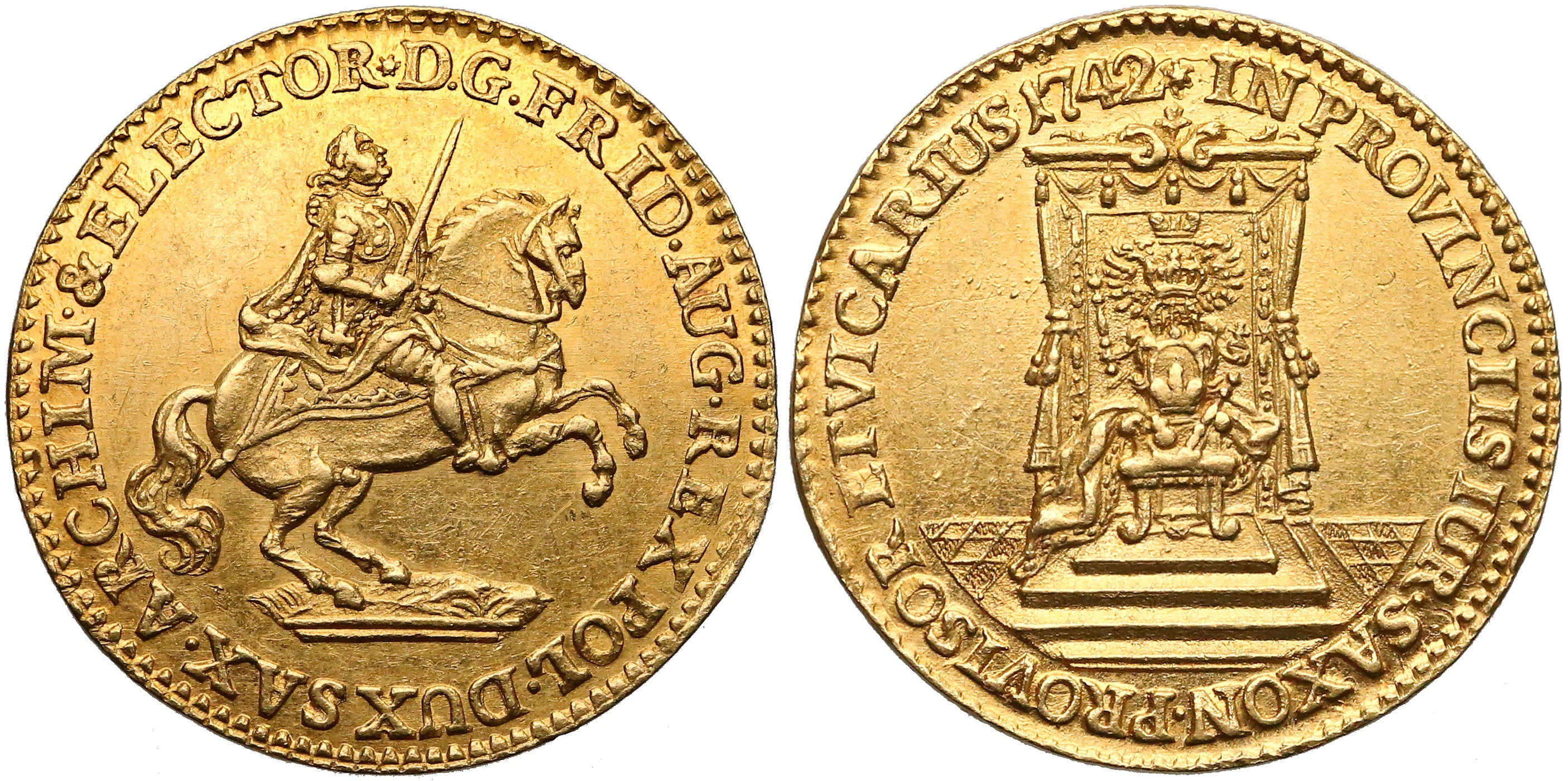
1742

- z okazji ślubu Fryderyka Christiana z Anną bawarską (MDCCXLVII):
  - dwugrosz,
  - ⅔ talara,
  - dukat,

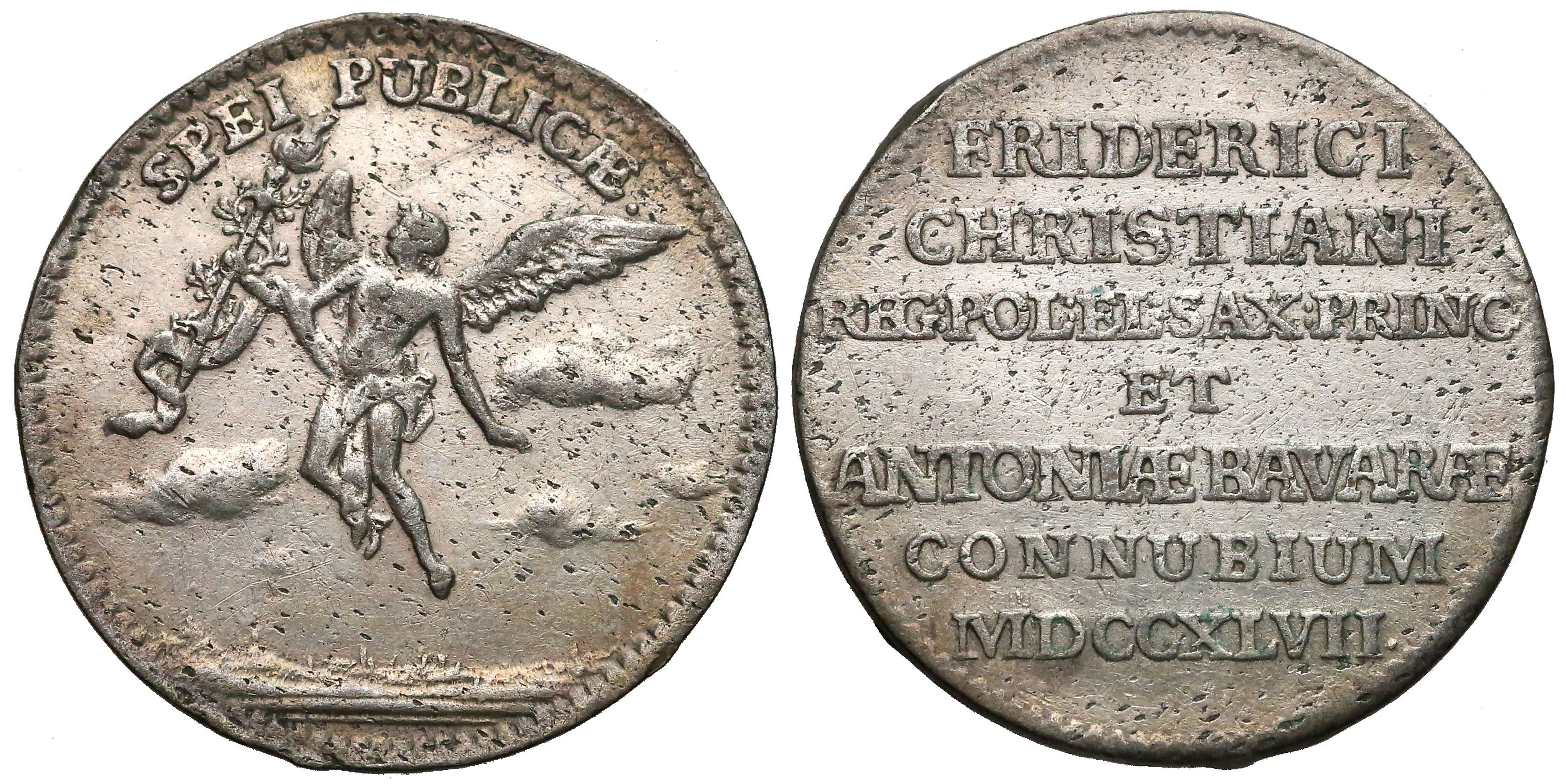
dwugrosz
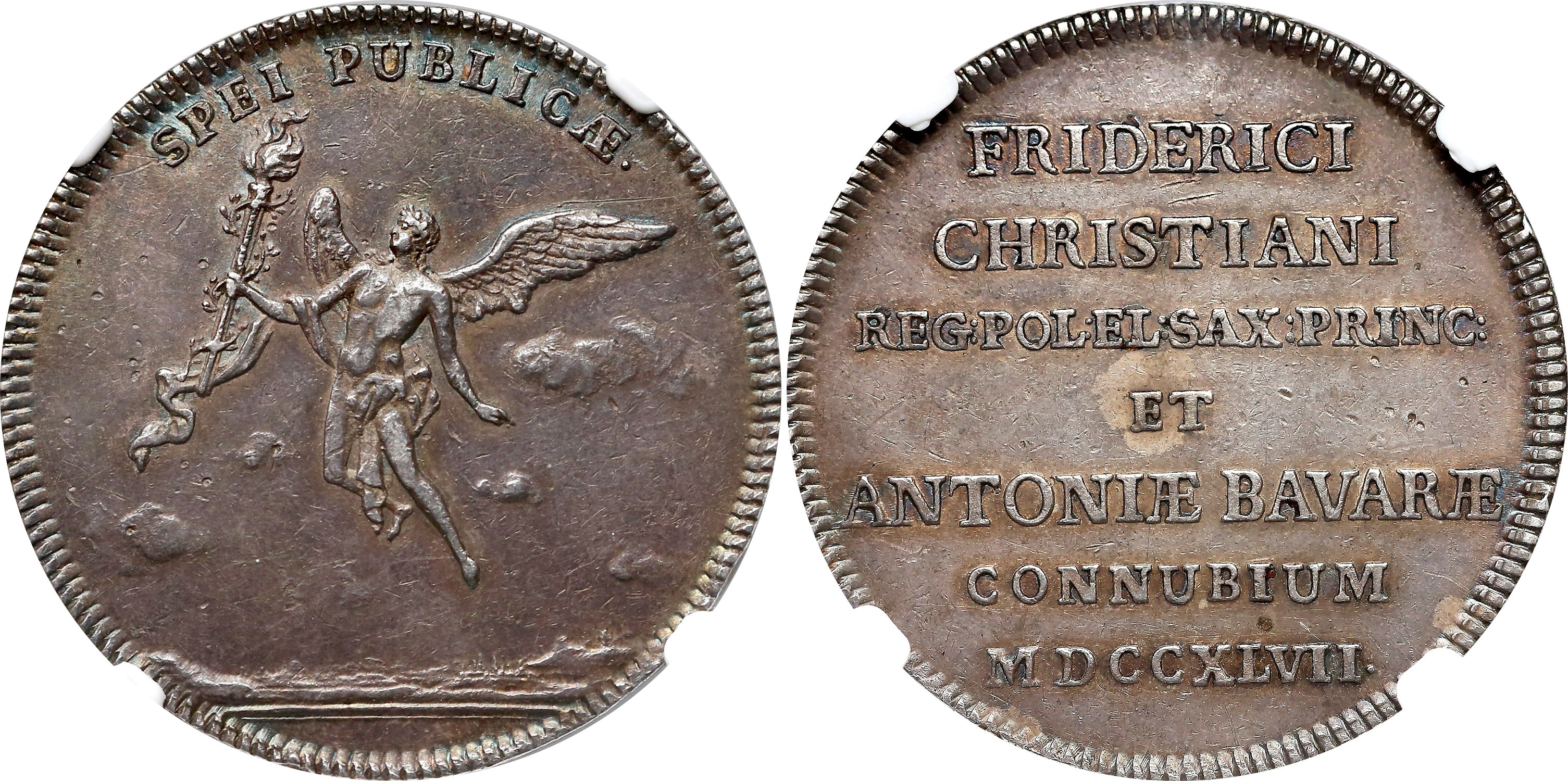
gulden

- z okazji ślubu księżniczki Marii Józefy z Ludwikiem delfinem francuskim (MDCCXLVII):
  - dwugrosz,
  - ⅔ talara,
  - dukat,

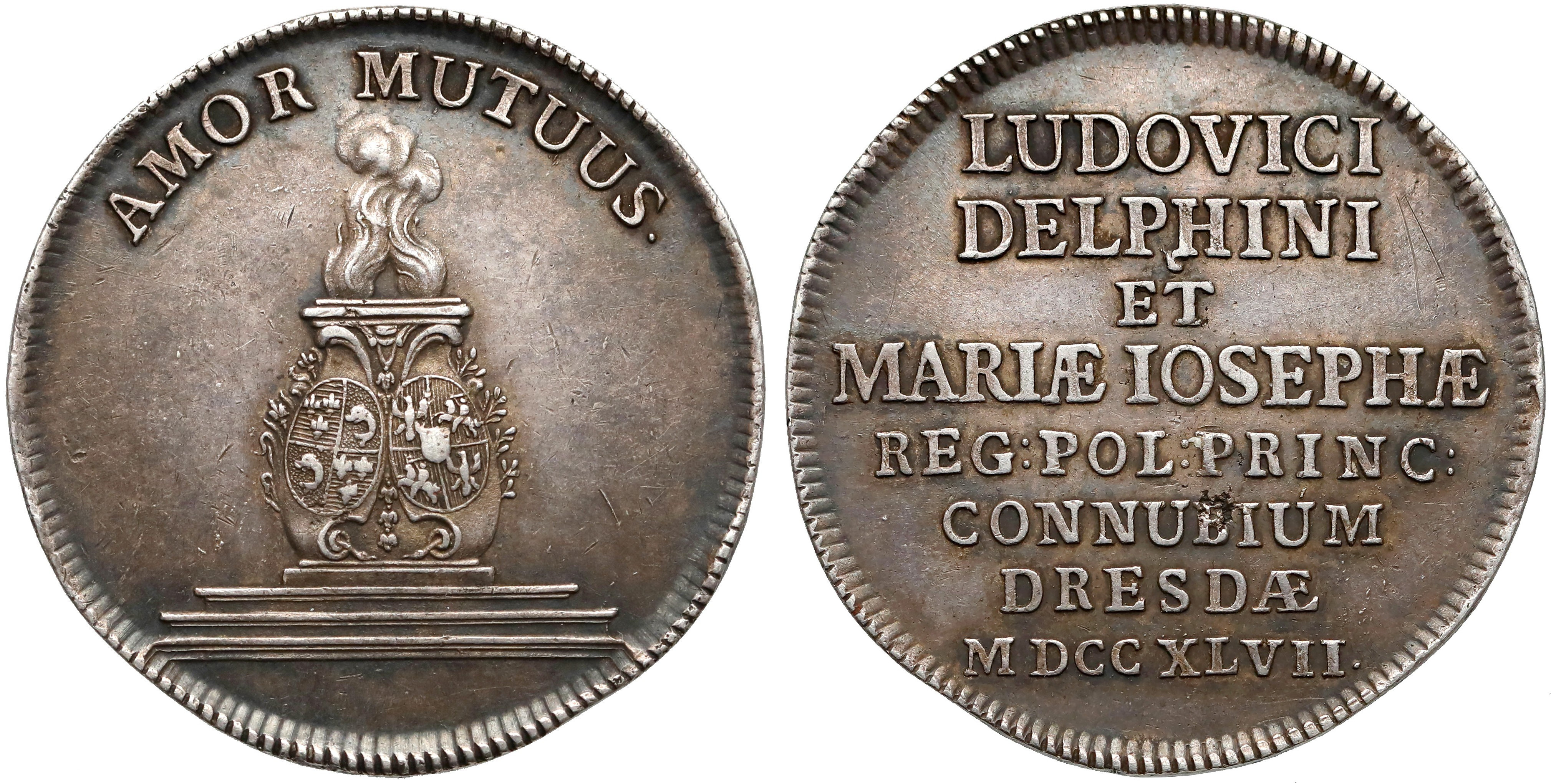
gulden

- klipy strzeleckie (1740).

### Fałszywe Fryderyka II Wielkiego

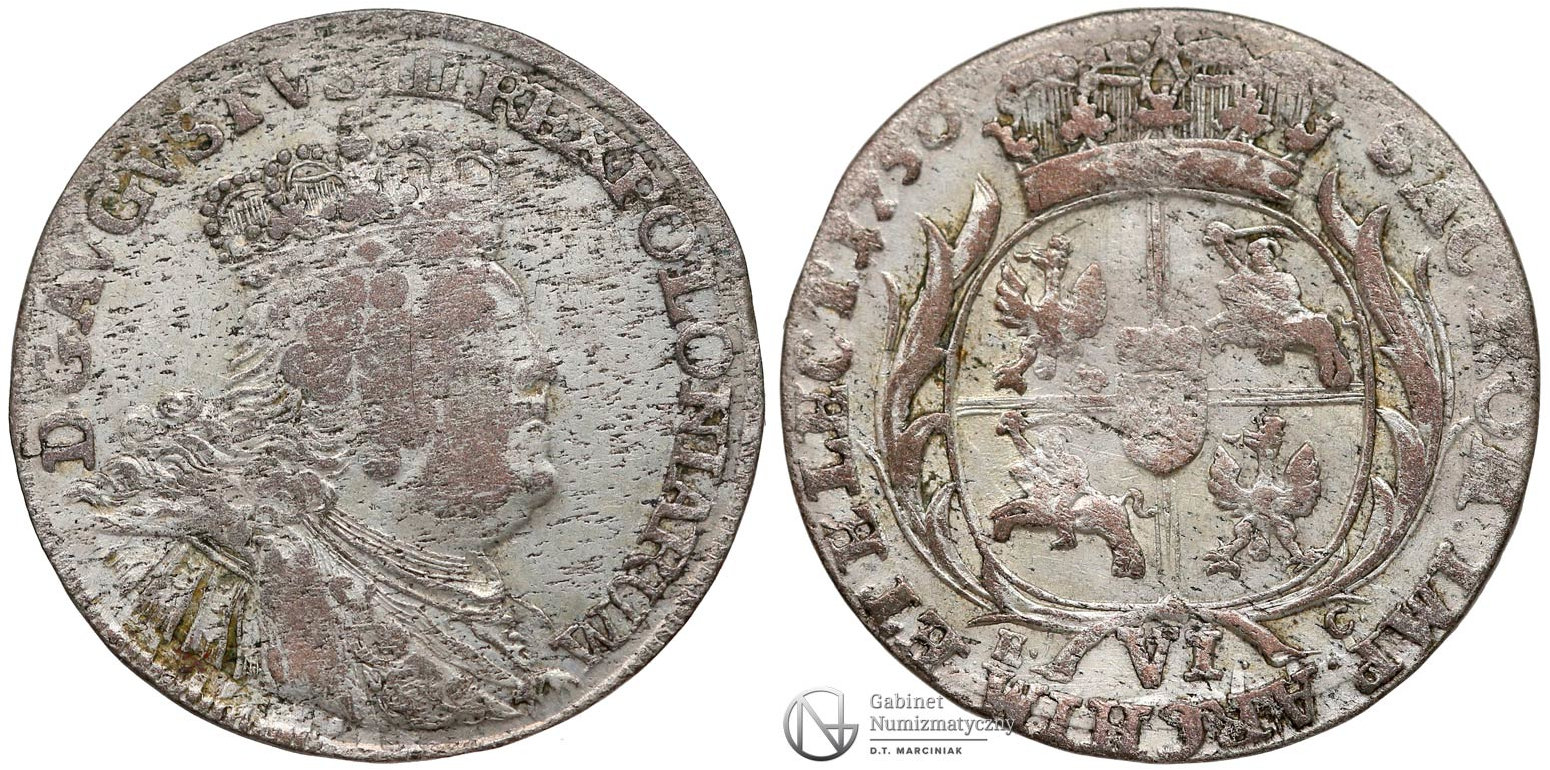
Pruskie fałszerstwo szóstaka (1756)

Już w 1753 r. pojawiały się doniesienia o lekkich dukatach, bitych przez Fryderyka II do handlu z Rzecząpospolitą. W 1755 r. z mennic króla pruskiego w Królewcu i Wrocławiu, prowadzonych przez Ephraima i Fränckla wyszły tymfy oceniane na 4½ trojaka. Emisje te były przykładem dywersji monetarnej, podobnej do szwedzkich praktyk w XVII w.: wybijanie monety pod własnym stemplem, zwyczajowo przyjętej na obcym – polskim – rynku, ale o znacznie zaniżonej wartości.
Wkrótce jednak agresja monetarna przybrała prostsze formy. 29 sierpnia 1756 r. wojska pruskie wtargnęły do Saksonii, rozpoczynając wojnę siedmioletnią. Zarządca mennicy lipskiej, pod groźbą aresztu, wydał okupantom stemple. Król Fryderyk II zlecił ich wykorzystanie do wybijania monet na stopę 18 talarów z grzywny – równocześnie w Dreźnie rozpoczęto również fałszowanie monety saskiej. W następnych latach decydowano o kolejnych obniżkach standardu monet lipskich, ale i własnych – bitych we Wrocławiu i innych mennicach:
- w 1757 – do 19½,
- w 1758 – do 205/6,
- w 1759 – do 30,
- w 1760 r. – od 31 talarów 20 groszy do 33⅓ talara, a specjalnie dla polskiej monety do 40 talarów z grzywny[15].

Bile w 1760 r. monety złote z datą 1755 zawierały tylko 7 karatów złota. Produkcją zajmowały się firmy Ephraim & Söhne oraz Moses Isaac & Itizig, których konsorcjum dzierżawiło za wyśrubowany czynsz mennicę pleißenburską, Na monetach znajdował się portret Augusta III oraz daty roczne począwszy od 1753. Mennica pozostawała w pruskich rękach do pokoju w Hubertusburgu (15 lutego 1763 r.), a jej wyroby ściągano przez kolejne trzy lata, przebijając na nową, monetę saską bitą według stopy konwencyjnej.
Rezultatem akcji pruskiej był zalew fałszywych monet, określanych nazwami:
- „efraimity” („efraimki”[54]),
- „bąki”,
- „berlinki”,
- „bryłki” (to od nazwiska Brühla),
- „tynfy wrocławskie”,

przenoszonymi zresztą na różne monety i bardzo trudnymi do interpretacji w źródłach – np. tynfy i szóstaki lipskie fałszowali żydzi i stolnik litewski, Józef Aleksander Jabłonowski.
W 1758 r. fałszerska działalność Fryderyka II została częściowo przerwana przez wtargnięcie do Prus, a następnie poprzez polskie Prusy Królewskie, do Brandenburgii, wojsk rosyjskich. W mennicy królewieckiej bicie fałszywek zostało zastąpione przez emisje rosyjskiego pieniądza okupacyjnego ozdobionego popiersiem carycy, dostosowanego do miejscowych warunków, choć także ze sfałszowaną zawartością kruszcu. Wśród monet były również gatunki przeznaczone do handlu okupowanych Prus z Rzecząpospolitą:
- tymfy,
- szóstaki,
- trojaki,

a także:
- guldeny,
- półguldeny,
- dwugrosze,
- grosze i
- szelągi.

## Reformy z lat 1760–1762 oraz stopa konwencyjna
W latach 1760–1762 udało się królowi wprowadzić kilka nowych ordynacji menniczych regulujących:
- tymfy (27 stycznia 1760 r.),
- trojaki (19 czerwca 1760 r.),
- szóstaki (10 listopada 1760 r.),
- szelągi (1760 r. oraz 1 marca 1761 r.),
- złotówki (9 sierpnia 1762 r.).

Z przeniesieniem mennictwa w granice Rzeczypospolitej wiązało się także wprowadzenie stopy konwencyjnej, przyjętej w 1753 r. w państwach przynależących do unii wiedeńskiej (Austria, Bawaria, od 1763 r. również Saksonia), opartej na grzywnie kolońskiej (233,856 grama).
Reformy z lat 1760–1762 były sensowne i potrzebne., ale nie zdążyły wywrzeć istotnego wpływu na mennictwo Augusta III, tym bardziej że przyjęcie stopy konwencyjnej nastąpiło w roku jego śmierci. Odegrały jednak istotną rolę w budowie nowego systemu monetarnego wprowadzonego przez następnego króla – Stanisława Augusta Poniatowskiego.

## Mennica w Lubowli
W 1761 r. została ujawniona działająca w trzymanym przez Brühla starostwie spiskim mennica, bijąca miedziane grosze według wzoru z 1752 r. – prawdopodobnie były to rzadkie w początku XXI w. okazy z datą 1758 – i fałszywe tymfy „wrocławskie”. Mennicę prowadził dla premiera Piotr Mikołaj Gartenberg, wcześniej zaangażowany w mennicy gubińskiej, a jej położenie ujawniły opublikowane w XX w. inwentarze zamku w Lubowli, siedziby starostwa, sporządzone po zajęciu zamku przez Węgrów w 1769 r.